# Dolichopus melanocerus
Dolichopus melanocerus är en tvåvingeart som beskrevs av Friedrich Hermann Loew 1864. Dolichopus melanocerus ingår i släktet Dolichopus och familjen styltflugor. Inga underarter finns listade i Catalogue of Life.